# Ramon Bassó i Birulés
Ramon Bassó i Birulés (Girona, 27 d'agost de 1924 - Girona, 12 de novembre de 2015) fou un jugador d'hoquei sobre patins català de les dècades de 1940 i 1950.
Juntament amb altres jugadors com August Serra, fou un dels pioners de l'hoquei sobre patins gironí. El 1939 va iniciar-se en el frontó, modalitat que va haver d'abandonar un any més tard perquè les inundacions que havia patit la ciutat van deixar impracticables les instal·lacions. També va practicar l'atletisme i l'hoquei sobre patins, amb el qual va acabà reeixint. Va jugar al GEiEG, club del qual n'era soci. També jugà breument al Girona CH i al RCD Espanyol, amb el qual va aconseguir un Campionat de Catalunya el 1950. Internacional amb la selecció espanyola d'hoquei sobre patins, va disputar cinc Campionats del Món entre 1947 i 1951, assolint el títol de campió en la darrera edició. També va ser internacional amb la selecció catalana d'hoquei sobre patins entre 1948 i 1952, disputant diversos partits amistosos.
Entre d'altres reconeixements, el setembre de 2011 va rebre un homenatge al Museu Olímpic i de l'Esport de Barcelona en un acte organitzat per la Federació Espanyola de Patinatge, pel seixantè aniversari del primer campionat del món.

## Palmarès
Clubs
- 1 Campionat de Catalunya d'hoquei patins: 1950

Selecció espanyola
- 1 medalla d'or al Campionat del Món d'hoquei patins masculí: 1951